# 18 mars 1965
Le jeudi 18 mars 1965 est le 77e jour de l'année 1965.

## Naissances
- Allar Jõks, avocat, juge et chancelier de justice estonien
- Birgit Clarius, athlète allemande
- David Cubitt, acteur canadien
- Davina, chanteuse américaine
- Dyanna Lauren, actrice pornographique américaine
- Esteban Navarro, écrivain espagnol
- Jozef Mihál, homme politique slovaque
- Régis Dzieciol, joueur de football français
- Rashid Rahimov, joueur de football russe
- Ray Stewart, athlète jamaïcain spécialiste du sprint
- Roman Szewczyk, joueur de football polonais
- Sławomir Zawada, haltérophile polonais
- Yul Vazquez, acteur cubain
- Zeng Guoqiang, haltérophile chinois

## Décès
- Farouk Ier d'Égypte (né le 11 février 1920), roi d'Égypte

## Événements
- Ouverture du musée Meiji mura à Inuyama
- Lancement de la mission spatiale russe Voskhod 2 qui verra Alekseï Leonov, le premier homme à marcher dans l'espace. Le cosmonaute soviétique reste relié au vaisseau Voskhod II pendant 10 minutes par un seul « cordon ombilical ».